# Bitka kod Roncesvallesa (778.)
Bitka kod Roncesvallesa ili Bitka u prijevoju Roncesvallesu (baskijski: Orreagako gudua) se odigrala u današnjoj sjevernoj Španjolskoj 15. kolovoza 778. između franačke vojske pod Karlom Velikim na jednoj, i Vaskonaca (predaka današnjih Baska) na drugoj strani. Do nje je došlo kada se Karlo Veliki povlačio iz Hispanije nakon neuspjelog pokušaja da pokori i svojoj državi priključi Zaragozu i druge muslimanske gradove i države. Nakon što je u povlačenju Karlo srušio zidove Pamplone Vaskonci su, koristeći bolje poznavanje planinskog terena, iznenadili Karlovu vojsku i nanijeli joj težak poraz prilikom čega je zaplijenjen Karlov teret i stradao veliki broj franačkih velmoža, među kojima se ističe Roland, grof (guverner) Bretonske marke.
Bitka je kasnije postala daleko poznatija po tome što je opisana u znamenitom srednjovjekovnom epu Pjesma o Rolandu, u kome je značajno romantizirana i "pjesnički uljepšana". U njoj su se umjesto malobrojnih kršćanskih Vaskonaca franačkoj vojsci suprotstavila golema saracenska vojska, a Roland herojski poginuo kako bi kralju čuvao odstupnicu. Zbog toga se često izučava u komparativnoj povijesti kao model na temelju kojeg se ekstrapolira koliko poznati epovi imaju veze s povijesnom istinom.